# Isoda Yoshikazu
Yoshikazu Isoda (sinh ngày 27 tháng 5 năm 1965) là một cầu thủ bóng đá người Nhật Bản.

## Sự nghiệp câu lạc bộ
Yoshikazu Isoda đã từng chơi cho NKK và Avispa Fukuoka.